# Laos
Pour les articles homonymes, voir Laos (homonymie).
République démocratique populaire lao
(lo) ສາທາລະນະລັດ ປະຊາທິປະໄຕ ປະຊາຊົນລາວ / ປະຊາຊົນລາວ 
(lo) Sathalanalat Passathipatai Passasson lao / Lao 
Le Laos, en forme longue la République démocratique populaire lao, également sous la forme république démocratique populaire du Laos[réf. nécessaire] (en lao : ປະເທດລາວ (Pathet Lao) et ສາທາລະນະລັດ ປະຊາທິປະໄຕ ປະຊາຊົນລາວ (Sathalanalat Passathipatai Passasson lao)) est un pays sans accès à la mer d'Asie du Sud-est, entouré par la Birmanie (ou Myanmar) et la Chine (Yunnan) au nord-ouest, la Thaïlande à l'ouest, le Cambodge au sud et le Viêt Nam à l'est. La capitale est Vientiane qui est aussi la ville la plus peuplée du pays, la langue officielle le lao, la monnaie officielle le kip.
Les origines de l'État remontent au royaume de Lan Xang établi au XIVe siècle. Au XVIIIe siècle, le Lan Xang éclate en trois royaumes, Vientiane, Luang Prabang, et Champassak. Les royaumes sont unis comme partie de la colonie française de l'Indochine française en 1887. Le pays retrouve son indépendance en 1953, en tant que monarchie constitutionnelle. 
Une guerre civile éclate en 1959 entre le gouvernement en place et le mouvement communiste Pathet Lao. En 1975, le Pathet Lao remporte la guerre et renverse la monarchie. Depuis, le pays est une république communiste à parti unique gouvernée par le Parti révolutionnaire populaire lao, sous lequel la situation des droits de l'Homme dans le pays est souvent critiquée.

## Géographie

### Localisation et frontières
Confiné au centre de la péninsule indochinoise, le Laos est situé entre le 14e et le 22e parallèles nord. Sa superficie est de 236 800 km2.
Il a une frontière avec la Chine (200 km), la Birmanie (150 km), la Thaïlande (1 000 km), le Viêt Nam (1 000 km), et le Cambodge (150 km).
Les montagnes et les plateaux occupent plus de 70 % du pays.
Arrosé par le Mékong, peu navigable à cause de son débit irrégulier (1 898 km au Laos sur un parcours total de 4 200 km), qui forme en grande partie la frontière avec la Thaïlande, le pays s'étend du nord au sud sur 1 000 km des confins de la Chine à la frontière du Cambodge. Le fleuve n'est parfois large que d'une centaine de mètres ou de plusieurs centaines de mètres, suivant les endroits et la période de l'année.

### Géologie, topographie et hydrographie
Le Laos est constitué de montagnes et de hauts plateaux. Son point culminant est le Phou Bia (2 820 m), dans le sud de la province de Xieng Khouang. La chaîne Annamitique forme à l'est l'essentiel de la frontière avec le Viêt Nam. Le point culminant est le mont Rao Co (2 286 m).

### Climat
La période mars/mai est la plus chaude de l'année mais aussi la plus sèche. Durant le mois d'avril les températures peuvent atteindre les 40/42 °C dans tout le pays. Au mois de mai, au sud du pays les températures baissent, tandis qu'au nord elles augmentent.
Les mois d'octobre et novembre peuvent être pluvieux (« queues de typhons »).
La forêt recouvre entre 40,3 % et 65 % de la superficie du Laos en 2010.

### Paysages et environnement

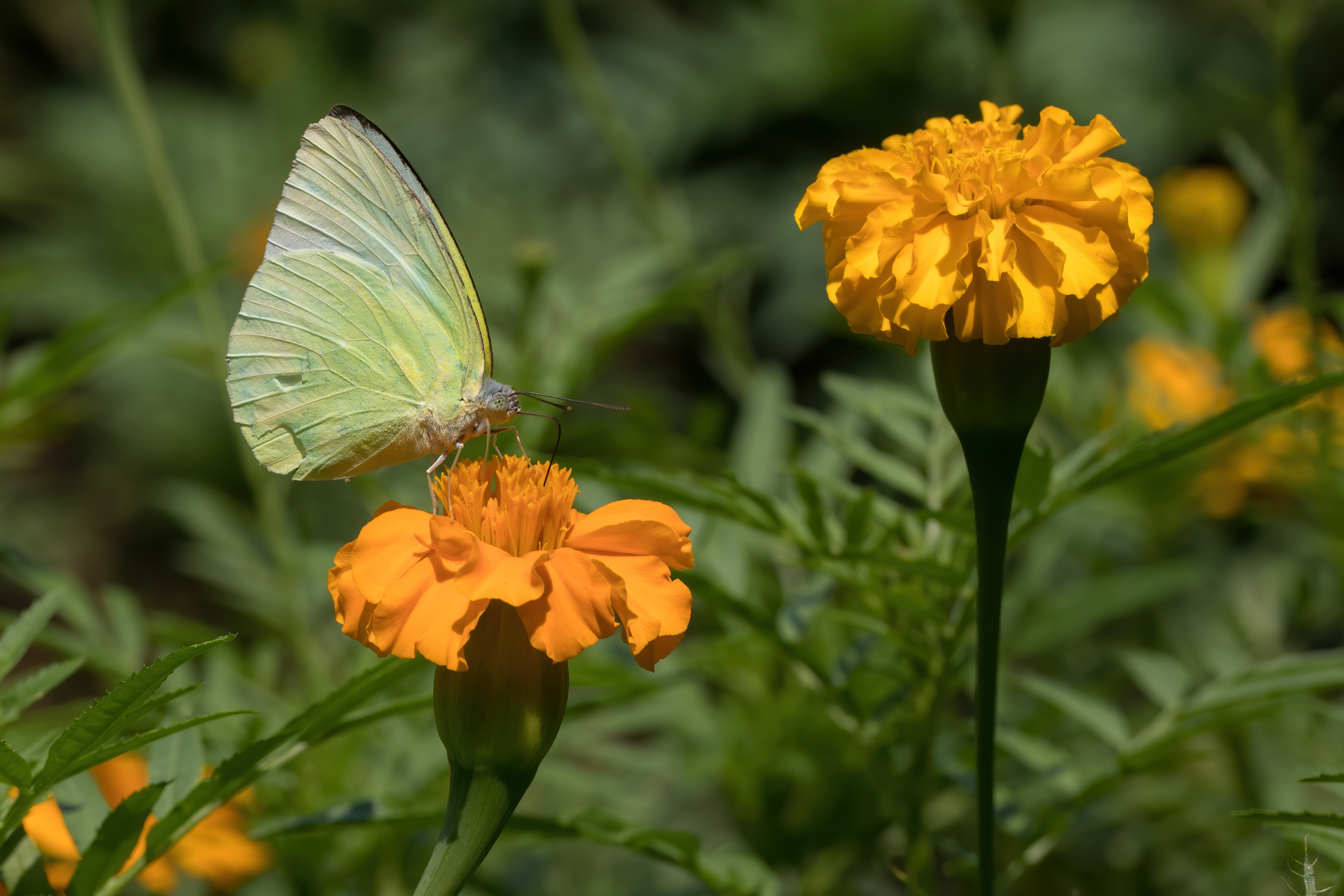
Catopsilia pomona (Papillon émigrant), mâle, sur une Tagetes patula orange, au Laos.

## Histoire
L'histoire du Laos remonte jusqu'avant l'ère chrétienne, comme le démontrent les énigmatiques vestiges de la plaine des Jarres. Vers le Ve siècle apr. J.-C., l'influence des royaumes khmers primitifs se fait sentir et, à travers eux, celle de la civilisation hindoue puis du bouddhisme de la civilisation Dvâravatî. Le site de Vat Phou, dans le sud du pays, remonte à cette époque.

### Royaume du Lan Xang
L'histoire du pays commence réellement vers le XIIe siècle avec l'arrivée des populations Tai depuis le sud de la Chine. En 1353 est fondé le Lan Xang, « pays du million d'éléphants » par Fa Ngum. Le royaume se consolide progressivement, tandis que le bouddhisme s'y implante durablement ; après Luang Prabang, Vientiane devient capitale en 1560. Le royaume de Chiang Mai est même brièvement annexé sous Photisarath et Setthathirath, à l'apogée du Lan Xang. Aux XVIIe et XVIIIe siècles le royaume se morcelle, les provinces passant sous domination birmane, chinoise ou siamoise.

### Protectorat français
Après la prise de Vientiane par le général Phraya Chakri (futur Rama Ier) en 1798, le Laos passe sous le contrôle du Siam (Thaïlande) qui domine les trois royaumes (Luang Prabang, Vientiane et Champassak) jusqu'à la fin du XIXe siècle. En 1893, l'action du vice-consul de France à Luang Prabang, Auguste Pavie, ainsi qu'un blocus des côtes obligent le Siam à céder à la France la rive gauche du Mékong (Laos oriental) puis à signer des traités (1902, 1904) reconnaissant le protectorat de la France sur la partie orientale de Lan Xang. Celui-ci est finalement intégré à l'Union indochinoise française en 1899. Quant à la partie occidentale du Lan Xang (dite « Isan »/nord-est), là où habite 80 % de la population lao, elle reste occupée par le Siam. Si une monarchie siège à Luang Prabang, le Laos n'est alors pas un État centralisé, mais un ensemble de territoires auquel seul le protectorat confère une unité.
En 1904 commence le long règne de Sisavang Vong, qui dure jusqu'en 1959 et couvre les deux guerres mondiales, l'établissement du royaume du Laos en tant qu'État unifié, la guerre d'Indochine, l'indépendance définitive du pays et la première partie de la guerre civile laotienne.

### Seconde Guerre mondiale
Pendant la Seconde Guerre mondiale, l'empire du Japon impose sa domination sur l'Indochine française, y compris le Laos. La France étant à l'époque gouvernée par le régime de Vichy, cette domination s'exerce de manière indirecte ; les administrateurs français restent en poste et le drapeau tricolore continue de flotter sur Vientiane. En 1941, la Thaïlande, alliée du Japon, impose à la France, après un conflit armé, de céder les territoires à l'ouest du Mékong. Jusqu'en 1945, l'Indochine française est peu touchée par les combats, mais, lorsque les Japonais prennent conscience qu'ils vont perdre la guerre, ils cherchent à empêcher le retour des puissances coloniales européennes et, après le coup de force de mars 1945 (déportations et exécutions des fonctionnaires et des militaires français), favorisent l'indépendance des pays de l'Indochine française. Le roi Sisavang Vong, fidèle à la France, refuse tout d'abord de proclamer l'indépendance, avant de s'exécuter sous la pression japonaise le 8 avril 1945. Après la capitulation du Japon, le Premier ministre, le prince Phetsarath Rattanavongsa, renverse le roi pour tenter de maintenir l'indépendance et empêcher le retour des Français. Mais l'avancée progressive des troupes françaises dans le territoire laotien entraîne la chute du gouvernement Lao Issara (Laos libre) de Phetsarath. En 1946, les Français donnent au Laos l'autonomie au sein de l'Union française et font du pays un État centralisé, le Royaume du Laos (les deux royaumes restant unis, Champassak et Luang Prabang).

### Guerres d'Indochine
Si une partie des indépendantistes, satisfaits de l'autonomie accrue accordée par la France en 1949, abandonnent alors la lutte, le prince Souphanouvong, étroitement lié au Việt Minh, refuse de s'en contenter. Son demi-frère Souvanna Phouma devient premier ministre en 1951. Le mouvement de Souphanouvong, le Pathet Lao, étend peu à peu ses bases sur le territoire du royaume durant la guerre d'Indochine. En 1953, la France accorde au pays son indépendance, mais il est envahi par les troupes du Việt Minh et se retrouve en état de guerre civile. En 1954, après la bataille de Dien-Bien-Phu, le Pathet Lao parvient à se faire reconnaître à la table des négociations des accords de Genève.
Les forces du Nord Viêt Nam envahissent le Laos le 28 juillet 1959, conquérant une grande partie du territoire laotien le long de la frontière. En septembre 1959, ils créent le groupe 559 pour améliorer et entretenir la piste Hô Chi Minh afin d'approvisionner l'insurrection vietcong contre le gouvernement sud-vietnamien.
Au mois de juin 1962, un gouvernement d'union nationale est mis en place au Laos. Le pays demeure cependant partagé : au sud les forces anticommunistes et neutralistes, au nord le Pathet Lao. À cette époque, la France soutient activement le parti neutraliste. La politique américaine dans la région consiste quant à elle à se rallier à l'idée de la neutralité du Laos et du Cambodge tout en défendant activement le Sud Viêt Nam et la Thaïlande et en évinçant définitivement l'influence française. En 1962, le président Kennedy conclut un accord avec le Nord Viêt Nam, stipulant le retrait de l'armée populaire vietnamienne et de l'armée américaine du pays.
Les États-Unis se retirent, mais pas le Nord Viêt Nam, et la piste Hô Chi Minh, qui traverse le Laos dans les zones contrôlées par le Pathet Lao, est de plus en plus utilisée pour alimenter la rébellion au Sud Viêt Nam. En 1963, le Pathet Lao lance une offensive qui lui donne le contrôle d'une grande partie de l'Est et du Nord-Est du pays. Les États-Unis renoncent à engager des forces régulières, mais ils intensifient leurs activités clandestines au Laos. Des équipes des Special Forces s'infiltrent dans le sud du pays et la CIA entreprend d'armer les tribus montagnardes laotiennes, notamment les Hmongs. Souvanna Phouma, à nouveau premier ministre à partir de 1963 et soutenu par la France, tente difficilement de maintenir la neutralité du Royaume du Laos, qui n'en demeure pas moins pris dans sa propre guerre civile, elle-même conflit annexe de la guerre du Viêt Nam.
Après l'assassinat de John F. Kennedy fin 1963, un coup d'État en avril 1964 élimine définitivement le parti neutraliste du prince Souvanna Phouma et l'influence de la France dans le pays. À partir de 1964, les États-Unis ont lourdement bombardé les routes d'approvisionnement nord-vietnamiennes au Laos. Ils ont également bombardé le Pathet Lao en soutien au gouvernement. Les bombardements prennent une ampleur grandissante, notamment dans la plaine des Jarres, où il y a de violents combats entre le Pathet Lao allié au Nord Vietnam contre le gouvernement laotien. Le conseiller militaire et journaliste Fred Branfman dénonce l’ampleur de ces attaques dans son livre Voices from the Plain of Jars : Life under an Air War, 1972. Il a avancé le nombre de plus de 550 000 raids, soit une attaque toutes les huit minutes pendant neuf ans. Plus de 260 millions de bombes à sous-munitions ont été jetées sur le pays, ce qui fait du Laos le pays à avoir été le plus bombardé de l'histoire par rapport à sa superficie. 
La guerre civile laotienne continue jusqu'en 1973, opposant d'un côté les troupes du gouvernement royal et les miliciens Hmongs soutenus par les États-Unis et de l'autre la rébellion communiste soutenue par le Viet Cong et le Nord Viêt Nam. Un cessez-le-feu est déclaré le 22 février 1973. La guerre a fait entre plusieurs dizaines de milliers et centaines de milliers de morts. Le 5 avril 1974, un gouvernement d'union nationale, toujours présidé par le neutraliste Souvanna Phouma, mais incluant les communistes du Pathet Lao, voit le jour. En 1975, après avoir étendu son emprise en profitant notamment de la mauvaise santé de Souvanna Phouma, le Pathet Lao réalise un coup de force et prend le pouvoir. Le roi Savang Vatthana et la reine Khamphoui abdiquent le 2 décembre 1975. Le roi, la reine et l'héritier du trône meurent dans un camp d'internement.
De nos jours, les effets des bombardements américains sont encore répandus avec les effets d'autres munitions utilisées pendant la guerre civile : près de 30 % des bombes à sous-munitions qui ont été jetées sur le pays n'ont pas explosé à l'impact (c'est-à-dire environ 80 millions de « bombies » comme disent les laotiens) et elles se nichent toujours dans les forêts, les champs, les rizières et près des villages ; et environ 30 % du territoire laotien est encore pollué par des munitions diverses non explosées. Selon le gouvernement laotien, au moins 20 000 Laotiens ont été tués ou blessés par des munitions non explosées depuis la fin de la guerre. Les restes explosifs de guerre ont fait la plupart des victimes, suivis des mines terrestres, puis des armes à sous-munitions qui ont fait 15 % des victimes. Actuellement, 50 personnes sont tuées ou mutilées chaque année par des munitions non explosées. Des ONG comme Handicap International travaillent avec les autorités du Laos pour déminer le pays mais il faudra encore plusieurs décennies, sans doute plus de 50 ans, avant d'y parvenir,,.

### République démocratique populaire lao
Souphanouvong devient chef de l'État et Kaysone Phomvihane, secrétaire général du Parti révolutionnaire populaire lao, premier ministre. La République démocratique populaire lao (RDPL) est créée, avec un régime de parti unique, provoquant entre 1975 et 1987 l'exil d'environ 400 000 personnes, soit 10 % de la population. L'alliance, voire la dépendance, du nouveau pouvoir vis-à-vis du Viêt Nam voisin est étroite. Une période de coopération avec l'URSS est suivie à partir de 1989 d'une volonté d'ouverture à l'économie moderne et d'intégration régionale. Sans constitution depuis sa proclamation, la République a fini par en adopter une en 1991. Le pays a normalisé ses relations avec les pays voisins comme la Thaïlande, s'est ouvert au tourisme et a lancé un grand nombre de projets à vocation régionale (ponts, routes, centrales hydro-électriques et réseaux électriques). Il est membre de l'ASEAN depuis 1997.

## Politique et administration

### Organisation des pouvoirs

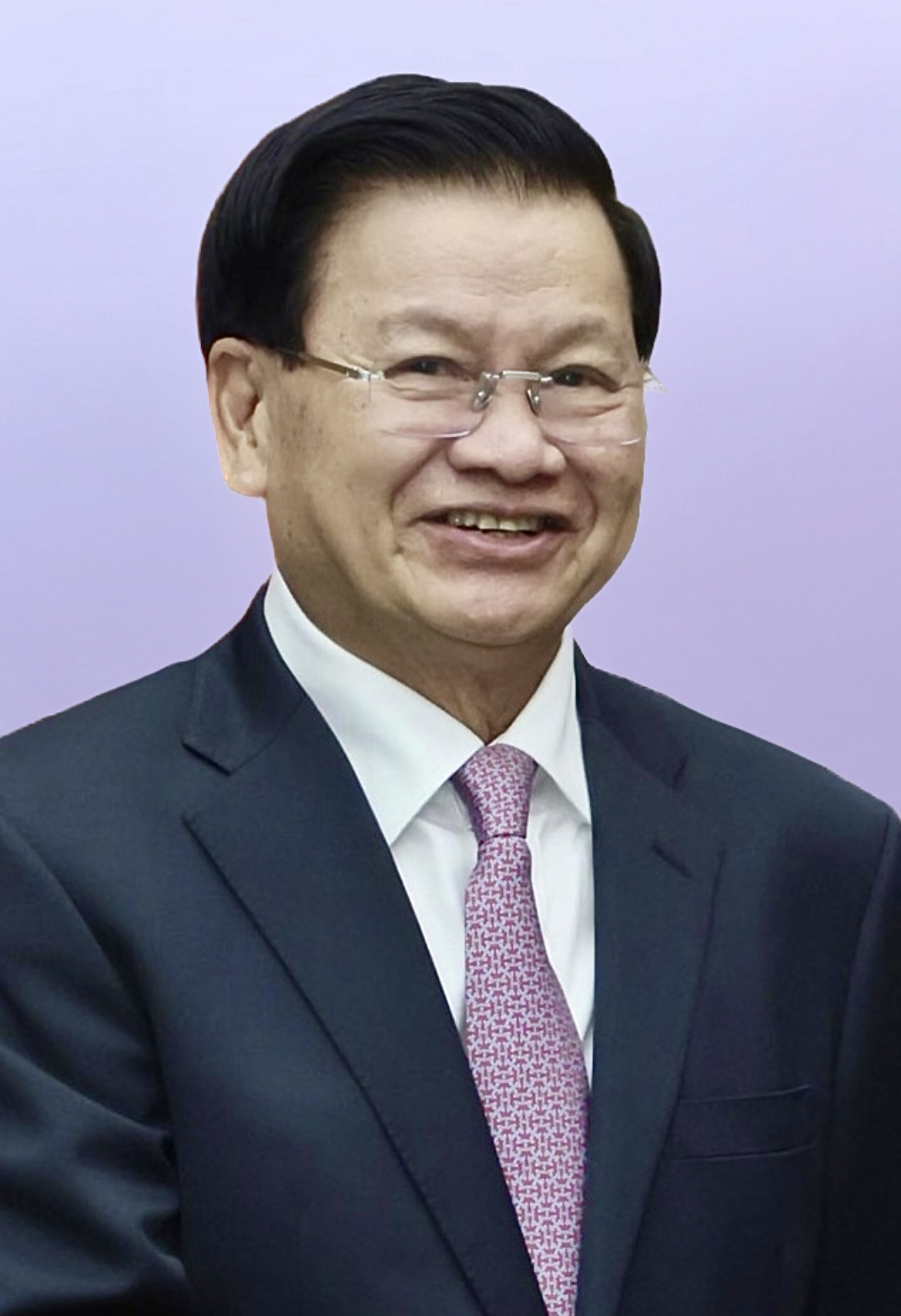
Le président de la république du Laos, Thongloun Sisoulith en 2023.

Depuis 1975, le Laos est un État socialiste dirigé par le Parti révolutionnaire populaire lao, parti unique d'obédience marxiste-léniniste. Le président de la République démocratique populaire lao est élu par le Parlement pour cinq ans. Choummaly Sayasone, occupe cette fonction de 2006 à 2016, année lors de laquelle Boungnang Vorachit lui succède. Le Premier ministre depuis cette date, Thongloun Sisoulith, lui succède en 2021. Phankham Viphavanh, jusqu'alors vice-président, le remplace comme chef du gouvernement.
La politique du gouvernement est déterminée par le Parti à travers le Politburo et le Comité central. L'article 3 de la constitution du Laos dispose que « le droit du peuple d'être maître de la Patrie pluriethnique est exercé et garanti par le fonctionnement du système politique dont le Parti populaire révolutionnaire Lao constitue le noyau dirigeant ».
Une partie des communautés de l'ethnie des Hmong du nord du pays a combattu aux côtés des États-Unis lors de la guerre du Viêt Nam et de la guerre civile laotienne. Après la prise de pouvoir des communistes en 1975, un mouvement de guérilla hmong se développe dans le pays et gêne un temps le gouvernement, avant de s'étioler sous la répression gouvernementale et en l'absence de toute aide extérieure. L'opposition en exil dénonce régulièrement les atteintes aux droits de l'homme commis contre les Hmongs dans la zone de Saysomboune. Des attentats secouent sporadiquement le pays, sans qu'il soit possible de les attribuer à un mouvement politique précis.
Le Laos est membre de l'Association des nations de l'Asie du Sud-Est (ASEAN) depuis le 23 juillet 1997. Il a accueilli, pour la première fois, le sommet de l'ASEAN du 24 novembre au 1er décembre 2004 à Vientiane.

### Découpage territorial

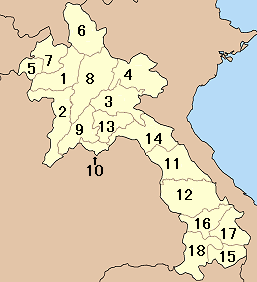
Provinces du Laos.

Le Laos est divisé en 17 provinces (khoueng) et une préfecture (kampheng nakhon). Elles sont elles-mêmes divisées en districts (ເມືອງ, muang), le Laos en comptant au total 148, puis en villages (ບ້ານ, baan).
1. Province d'Oudomxay
2. Province de Sayaboury
3. Province de Xieng Khouang
4. Province de Houaphan
5. Province de Bokeo
6. Province de Phongsaly
7. Province de Luang Namtha
8. Province de Luang Prabang
9. Province de Vientiane
10. Préfecture de Vientiane
11. Province de Khammouane
12. Province de Savannakhet
13. Province de Xaisomboun
14. Province de Borikhamxay
15. Province d'Attapeu
16. Province de Saravane
17. Province de Sékong
18. Province de Champassak

### Défense
Le Laos a le cent quarante cinquième budget de la Défense au monde, selon les données du SIPRI. Le Laos lui consacre 0,3 % de son PIB en 2013 (soit un budget de 18,4 millions d’euros). Les forces militaires sont divisées en trois armées principales : l'armée de terre (33 000 sont rattachés à l'Armée de terre), l'armée de l'air et une marine. D’une capacité d’environ 130 000 hommes, elle est déployée uniquement sur l'ensemble du territoire national et dans le cadre d'opérations de sécurité à la frontière, principalement pour répliquer aux insurgés Hmong et aux opposants politiques.
- Marine : 500 hommes[24]
- Véhicules blindés : 125 chars[24]
- Avions de combat : 35[24]

## Population et société

### Démographie

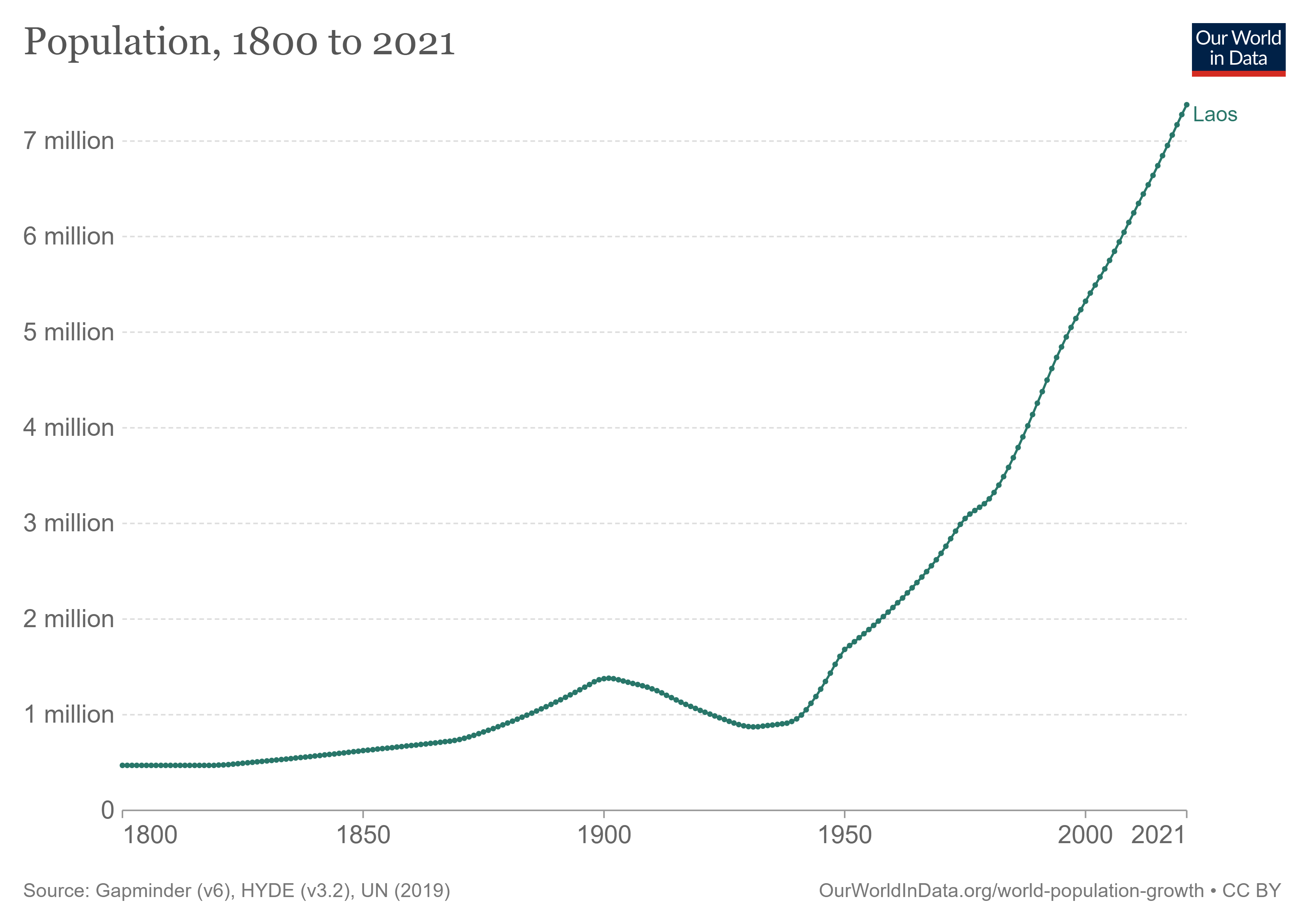
Évolution de la population.

D'après le dernier recensement officiel, effectué en 2015, la population était de 6 492 400 habitants.
En 2005, elle était de 5 621 982 habitants.
En 2024, la population du Laos s'élève à 7 953 556 d'habitants selon les chiffres de la CIA, répartis sur 236 800 km2, soit une densité de population de 27,4 habitants par km2. 67 % des habitants vivent dans les zones rurales et donc 33 % en milieu urbain. Le Laos est le quatrième pays le moins peuplé d'Asie du Sud-Est.
Selon les chiffres de l'Atlaséco du Nouvel Observateur, en 2009, la population s'élève à environ 5,855 millions d'habitants, dont 21,38 % vivent en zone urbaine et la majorité en zone rurale, la densité absolue étant de 25 habitants par km2. De fait, il possède la plus faible densité de population de la région. Toujours selon les chiffres de l'Atlaséco, la croissance démographique est de 1,75 % par an, l'espérance de vie est de 64,3 ans et le taux de fécondité de 4,5 enfants par femme.

### Diversité ethnique
Cette population est composée de 68 ethnies selon les ethnologues (47 répertoriées par le Front lao d'édification nationale). Officiellement à la fin des années 1960, le gouvernement a adopté une classification arbitraire basée sur des concepts ethno-géomorphologiques. Ces ethnies ont été classées en trois groupes principaux :
- les Lao Loum, ou « Lao des plaines » (68 % de la population), dont fait partie l'ethnie lao proprement dite, qui parle le lao (ou laotien) ainsi que les ethnies similaires qui utilisent le Tai (Tai Lu, Tau Neua, Tai Dam, Tai Deng, etc. Le lao appartient au groupe tai des langues taï-kadaï ;

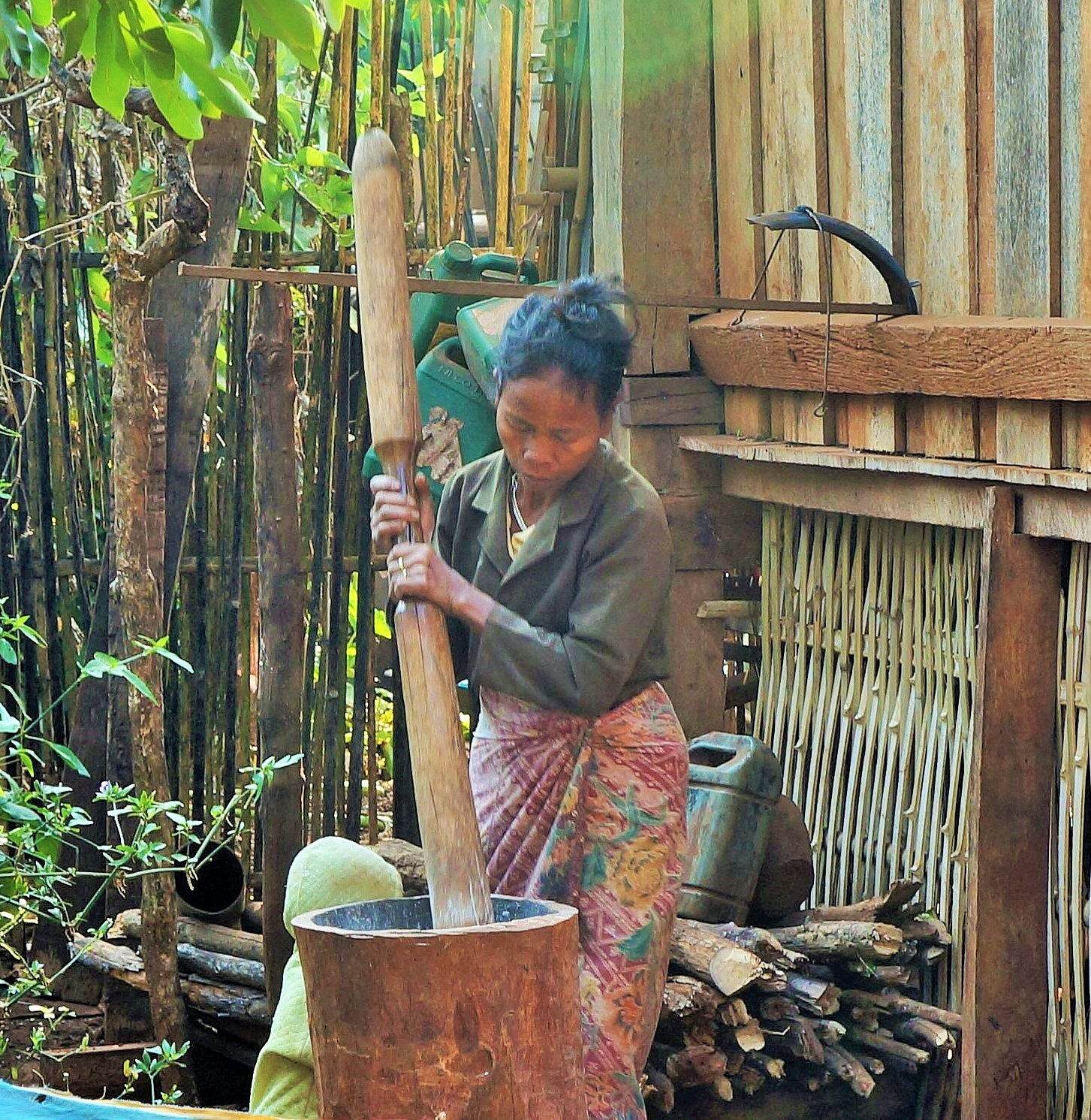
Les Lao Theung, in Model healthy village (Plateau des Bolovens).

- les Lao Theung ou « Lao des plateaux », parfois appelés péjorativement Kha (mot qui signifie « esclave » en lao, traduisant leur statut défavorisé dans la société), de langue môn-khmer (environ 22 %). Les Môn-Khmers (ou Austro-Asiatiques) comprenant 31 groupes ethniques : Kuemu (Khmou ou Khmu), Pray, Singmou, Khom, Thene, Idou, Bit, Lamed, Samtao, Katang, Makong, Try, Trieng, Ta-oi, Yeh, Brao, Harak, Katou, Oi, Krieng, Yarou, Yeh, Souai, Gnaheune, Lavy, Kabkae, Khmer, Toum, Ngouane, Meuan et Kri ;
- les Lao Sung ou « Lao des sommets » (9 %), nom qui regroupe les Hmong, principale ethnie minoritaire du pays et les Yao (ou Mien), tous deux de langue hmong-mien et de tibéto-birmans. Les Sino-Tibétains incluant huit groupes : Akha, Sing, Sali, Lahou, Sila, Hayi, Lolo et Hor…

Cette catégorisation simplifiée, au service d’une politique d’unité nationale, n'est plus utilisée depuis 1989 et de nombreuses classifications linguistiques internationales ont été proposées subséquemment. Elles sont toutes sujettes à caution et fréquemment contestées.
Michel Ferlus linguiste spécialiste de l’Asie du Sud-Est,, et André-Georges Haudricourt linguiste, géographe, ethnologue, tous deux chercheurs au CNRS ont proposé, en 1988, une nouvelle classification du peuple pluriethnique du Laos. Cette catégorisation tend à remplacer celle édictée par la RDP Lao à la fin des années 1960.
Selon cette méthodologie, les ethnies du Laos se répartissent en quatre familles principales, plus 16 ethnies regroupées en dehors de ces quatre grandes familles linguistiques.

#### Famille Tai-Kadai(lao-taï)
Cette famille linguistique est la plus importante, constituant 64,9 % de la population du Laos (recensement de 2005). Elle est représentée par 25 ethnies et sous-ethnies.
| Sous-famille | Langue                                                 |
| ------------ | ------------------------------------------------------ |
| Kadai        |                                                        |
| Tchouang     |                                                        |
| Thaï (Tai)   |                                                        |
|              | Khamti                                                 |
|              | Âhom                                                   |
|              | Shan, Tai nüa                                          |
|              | Khün                                                   |
|              | Nyuan                                                  |
|              | Lao (Ils représentent 54,6 % de la population du Laos) |
|              | Tai Dam (Tai noir), Tai Kaho, Tai Deng                 |
|              | Siamois                                                |
|              | Nung                                                   |
| Be           |                                                        |
| Sek          |                                                        |
| Dong Shvei   |                                                        |

Noms des ethnies : Tai Yang, Lao, Lue, Tai Dam, Tai Neua, Tai Doi, Phutai, Phouane, Tai Nyo, Tai Deng, Tai Khao, Tai Nyuan, Lao Isan, Tai Meuiy, Tai Peung, Tai Laan, Tai Sam, Tai Men, Tai Hè, Tai Pao, Tai Kouane, Tai Kaleun, Tai Khang, Tai Set, Yao.

#### Famille austroasiatique
Cette famille linguistique, principalement représentée par la sous-famille môn-khmère, jouit d’une grande diversité, avec 47 ethnies et sous-ethnies à travers l'Asie du Sud-Est continentale. Des langues la composant sont réparties sur l'ensemble du territoire du Laos. Cette famille représente 22,6 % de la population.
| Groupe      | Langue                                     |
| ----------- | ------------------------------------------ |
| Palaungique | Lamet, con                                 |
| Khmuique    | Khmu, Phai, Htin, Lu, Nguan, Kouene, Pheug |
| Viétique    | Phong, Malieng                             |
| Katuique    | Katu, Taoy, Katang, Pacoh, Bru             |
| Bahnarique  | Lawae, Ghnahon, Lawen, Chieng, Sedang      |

Noms des ethnies : Khamu Rok, Khamu Ou, Khamu Lu, Nguan, Kouene, Lamet, Kha Bit, Samtao, Kongsat, Suay, Taoy, Taliang, Katu, Alak, Ngae, Lawae, Oy, Chieng, Gya Hon, Katang, Makong, Lawen, Cali, Phai, Pako, Laoseng, Kaseng, Sou, Yae, Htin, Khamu Khong, Khamu Keun, Khamu Me, Pouark, Tum, Sedang, Kayong, Tong, Kado, Kanay, Tahang, Kate, Saek, Tchaho, Sapouan, Chui, Tamoy.

#### Famille Miao-Yao(hmong-yao ou hmong-mien)
Venue de Chine par le nord du Laos, cette famille linguistique est représentée par cinq ethnies et sous-ethnies, qui se sont répandues dans les montagnes au nord de la province de Borikhamxay. Elle représente 8,5 % de la population du Laos.
| Sous-famille | Langue                                                                       |
| ------------ | ---------------------------------------------------------------------------- |
| Miao         |                                                                              |
|              | Miao du nord-est, Miao du Nord (Hmong), Miao du nord-ouest, Miao du Sud-est  |
| Yao          |                                                                              |
|              | Mwan, Mien (Yao), Mun (Lantiène), Dzan-min (Laos), Biao min, Kong Meng, Shee |

Noms des ethnies : Lao Huay, Yao, Hmong Lay, Hmong Khao, Pana.

#### Famille sino-tibétaine
Cette famille linguistique ne représente que 2,8 % de la population du Laos. Avec 27 ethnies et sous-ethnies, ils n’étaient plus que 129 000, lors du recensement de 1994.
| Sous-famille   | Groupe                     | Langue                                 |
| -------------- | -------------------------- | -------------------------------------- |
| Chinois ou Han |                            |                                        |
|                | Cantonais, Mandarin, Hakka |                                        |
| Tibéto-birman  |                            |                                        |
|                | Tibétain                   |                                        |
|                | Bara                       |                                        |
|                | Birman                     |                                        |
|                |                            | Kathin                                 |
|                |                            | Chin                                   |
|                |                            | Yi (Lolo), Lahu, Mousseur, Pounoy, Iko |
|                |                            | Naga                                   |
|                |                            | Mro                                    |
|                |                            | Nung (Rawang)                          |
|                |                            | Lui (Sak)                              |

Noms des ethnies : Iko Pouly Nyai, Iko Pouly Noy, Pala, Sila/Sida, Poussang, Hayi, Kui Sung, Kui Lung, Pounoy, Iko Nuki, Iko Oma, Iko Luma, Iko Nutchi, Mousseur Khao, Mousseur Dam, Iko Eupa, Iko Kopien Nyai, Iko Kopien Noy, Iko Chapo Nyai, Iko Chapo Noy, Iko Botche, Lolo, Keu, Iko Tchitcho, Alou.

### Autres ethnies et sous-ethnies
Noms des ethnies regroupées en dehors des quatre grandes familles linguistiques : Lawi, Kha Toog Luang (Toong Luang, Mlabri), Phong, Mon, Poumong, Pouhoy, Tayten, Salang, Taket, Sing Moon, Chatong, Salao.

### Conflit Hmongs
La minorité ethnique des Hmong (un peu moins de 10 % de la population) rencontre les discriminations les plus virulentes. La plupart des Hmongs, farouchement anticommunistes, ont servi les Français durant la guerre d'Indochine (les partisans de Touby Lyfoung) puis les Américains durant la guerre du Viêt Nam.
Comme l'atteste le reportage de Grégoire Deniau pour Envoyé spécial, les attaques contre les Hmongs se poursuivent à l'heure actuelle.
Une partie de l'ethnie Hmong a réussi à émigrer dans les pays occidentaux mais les peuplades montagnardes restantes sont pourchassées par les armées laotiennes et vietnamiennes ; les derniers survivants sont confinés dans un espace interdit et continuent de résister pour leur survie.

Selon l'Atlaséco : 

« Plusieurs milliers de réfugiés Hmong ont fui le Laos pour échouer dans des camps en Thaïlande.[...] En mai 2007, le Laos a signé un accord avec Bangkok pour autoriser le retour de ces migrants.[...]. Toutefois, les organisations de défense des droits de l'homme s'inquiètent de l'accueil réservé à ceux qui ont quitté leur pays pour des raisons économiques, mais aussi pour fuir les persécutions. »

### Langues
Selon la Constitution du 15 août 1991, le Laos est un « État de démocratie populaire » composé d'un « peuple pluriethnique ». La politique linguistique valorise la langue officielle, le laotien, très proche du thaï. Cependant, à peine plus de la moitié de la population parle lao comme langue maternelle (58 %).
Le chinois, avec deux variantes dialectales (le hakka, et le mandarin) (environ 350 000 locuteurs) est présent dans la capitale et dans le nord du pays.
Le vietnamien est aussi utilisé. Des Vietnamiens, surtout des commerçants, vivent au Laos. Le vietnamien est très présent à Paksé et Vientiane.
Le thaï standard est aussi assez utilisé, notamment à Vientiane. Son utilisation est facilitée par le fait que le thaï n'est pas très éloigné du laotien : un locuteur du laotien comprend le thaï, mais a du mal à le parler, car il y a des différences lexicales.
Autrefois langue officielle, le français a beaucoup régressé, même s'il garde encore une place certaine dans le paysage linguistique. Après une longue décrue, la situation tend à s'améliorer depuis 1995 grâce au développement des classes bilingues (3 150 élèves au primaire en 2010). Selon, L'OIF, il y a 60 000 francophones réels au Laos (1 %) et leur nombre est croissant.
Grâce à l'introduction d'une seconde LV2 obligatoire en 2010-2011, le français est devenu la seconde langue par excellence, ce qui lui permet de se maintenir par rapport à l'anglais. En 2012-2013, 46 177 apprenants étudiaient le français au lycée et au collège (contre 26 392 en 2009-2010).
Le français est encore utilisé dans l'administration et dans l'affichage.
Il existe aussi un institut français au Laos.
L’Organisation Internationale de la Francophonie (OIF) estime à 190 000 le nombre de francophones au Laos en 2015, soit 3 % de la population. Ce nombre est en constante progression depuis une dizaine d’années. Au Laos le nombre d'étudiants diplômés du baccalauréat augmente de 400 % de 2004 à 2006 et de 935 % de 2004 à 2009.
Du fait de son histoire communiste et de forts liens avec l'ancienne République démocratique allemande, environ 3 000 Laotiens parlent allemand en seconde langue. Une petite partie de la diaspora du Laos vit actuellement en Allemagne. L'allemand est enseigné à l'université à Vientiane. Un faible nombre de Laotiens parlent le russe en seconde langue[réf. souhaitée].

### Religions
Diverses religions cohabitent au Laos, placées sous l'autorité du Front lao d'édification nationale (FLEN), structure mise en place par le gouvernement communiste pour réguler les activités religieuses et les traditions des ethnies minoritaires. La plupart des communautés religieuses coexistent en harmonie.
La plupart des Laotiens sont de confession bouddhiste (bouddhisme theravâda). Introduit au XIVe siècle, le bouddhisme imprégnait si fortement la vie laotienne que le régime communiste a dû s'en accommoder. Les rites animistes, très répandus dans le pays, notamment chez les ethnies minoritaires, ont été intégrés dans le culte bouddhique (baci, maison des esprits). Le Laos compte plus de 5 000 pagodes et environ 22 000 moines, dont 9 000 font partie du clergé permanent. Il faut y ajouter un total d'environ 450 nonnes (le plus souvent des veuves). La plupart des Laotiens se font moines une fois dans leur vie, pour une période qui varie d'une semaine à la quasi-totalité de leur vie.
Les chrétiens représentent environ 2 % de la population. Le FLEN les classe dans la catégorie religieuse « Église de Jésus Christ ». L'Église catholique compte environ 35 000 fidèles, souvent d'origine vietnamienne. Il y a trois évêques au Laos, basés à Vientiane, Paksé et Thakhek (vicariat apostolique de Savannakhet). Les protestants, qui bénéficient de subsides américains et sont fort dynamiques, comptent pour leur part environ 60 000 fidèles, notamment dans les ethnies Hmong, Yao et Khmers[réf. nécessaire].
Il existe d'autres minorités religieuses, comme l'islam, le confucianisme, la Foi Baha’ie et le bouddhisme mahāyāna. Très peu de Laotiens sont athées ou agnostiques.
La secte bouddhique Thammayudh, bien qu'incorporée au bouddhisme lao en 1975, est encore présente dans le pays, notamment à Vientiane.
Il y a environ 400 pratiquants de l'islam au Laos, la plupart étant des expatriés du Moyen-Orient ou de l'ethnie cambodgienne Cham. Deux mosquées sont présentes à Vientiane, l'une chiite et l'autre sunnite[réf. nécessaire].
Bien que reconnaissant la liberté de culte, garantie par la loi, le régime laotien encadre les pratiques et se montre plutôt réticent envers les non-bouddhistes[réf. nécessaire]. Son autorisation est nécessaire pour les ordinations.

### Éducation

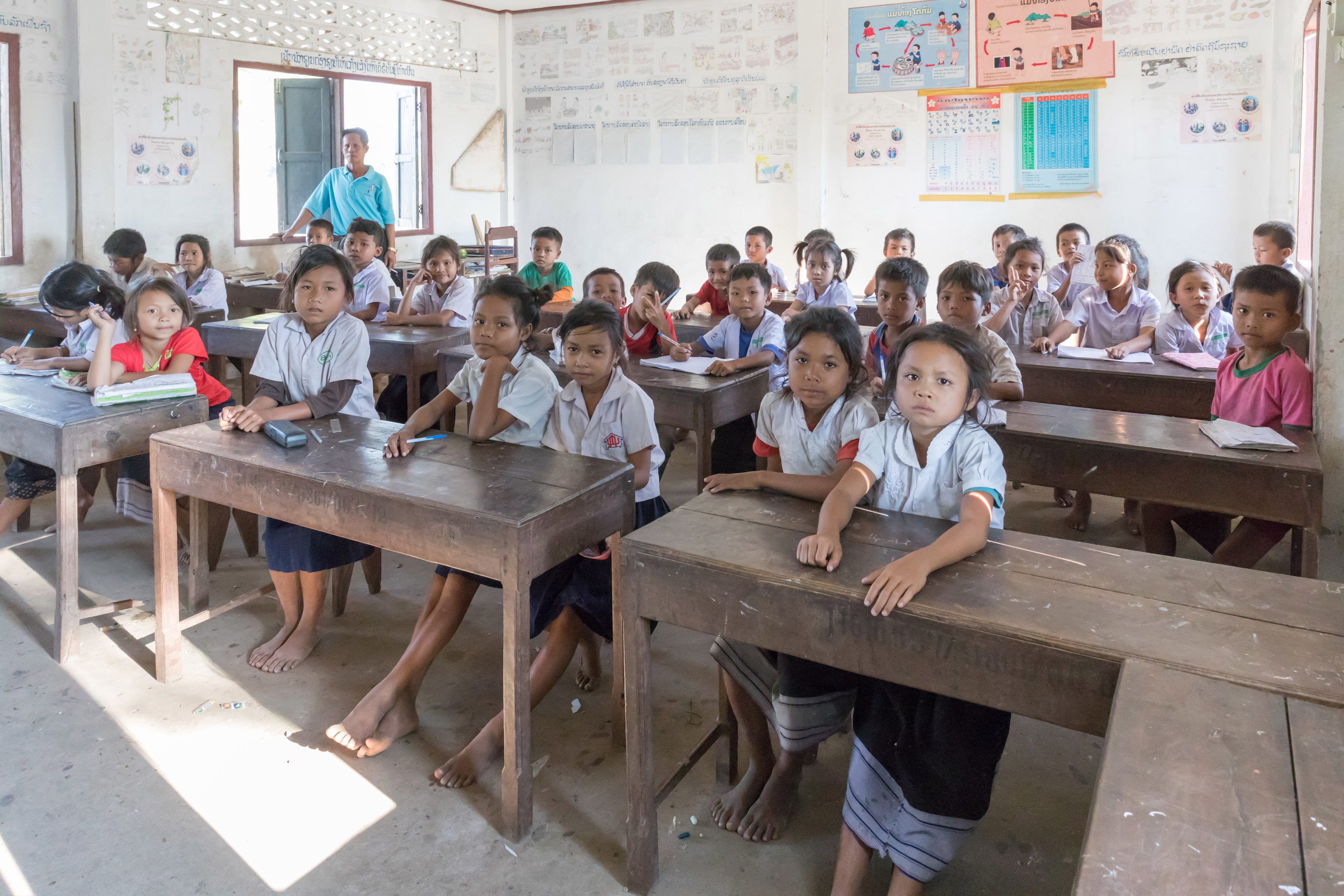
Classe avec des écoliers dans l'école primaire de Don Puay (Si Phan Don), Laos.

Les analphabètes sont nombreux. Ils représentent 27 % de la population en 2011. L'enseignement primaire dure cinq ans. Les garçons et les filles ont des taux de scolarisation différents, ainsi que les divers groupes ethniques. Une université nationale du Laos existe.
Le gouvernement laotien consacre 12,2 % de ses dépenses à l'éducation en 2011.
Le français est la deuxième langue administrative du Laos, après les deux dialectes Lao, mais il n'est enseigné dès l'école primaire, tout comme l'anglais, que dans neuf écoles primaires réparties dans quatre provinces : Vientiane, Luang Prabang, Savannakhet et Champassak.
Le chinois (mandarin) supplante le français, car la Chine est un partenaire commercial plus important que la France.
L'apprentissage d'une seconde langue vivante étrangère est devenu obligatoire depuis la rentrée scolaire 2010-2011, à raison de deux heures hebdomadaires de la première année de collège (C1) jusqu’à la dernière année du lycée (L3). Si aucune langue n’est imposée par le ministère de l’Éducation, cette disposition bénéficie directement au français qui est devenu de fait langue vivante 2.
En octobre 2018, baroudeuse dans l'âme[non neutre], Mélissa Lansmant décide de fonder une école d'anglais à Nong Khiaw.

### Santé
Les hôpitaux et les cliniques sont dans les grandes villes et loin des petits villages. Ils ont peu de moyens et fournissent des soins peu qualitatifs.
Les villages du Plateau des Bolovens ont été inscrits dans le cadre du programme Healthy Villages, qui travaille en coordination avec les organismes communautaires et les élus territoriaux. Ce programme vise à créer et former des équipes de santé villageoise (VHT) qui fonctionnent comme les dispensaires médicaux.
Ces équipes de santé apportent des traitements et des soins au paludisme, aux lésions oculaires ainsi que dans des disciplines chirurgicales (obstétrique et de gynécologie). L'accès aux soins préventifs tels que les tests de dépistage des IST / VIH est également ouvert.
Des ateliers relatifs à la planification familiale, à l'hygiène, à l'assainissement, sont mis en œuvre, à titre préventif.

### Médias
Les journaux du Laos sont pour la plupart contrôlés par le Ministère de l'Information et de la Culture ou par une organisation politique.
Il existe plusieurs journaux en langue lao (Passasson, Vientiane May, Pathet lao…).
Le centre de presse en langues étrangères édite un quotidien Vientiane Times en anglais et un hebdomadaire Le Rénovateur en français.
Ce dernier a reçu en 2003 le Prix de la libre expression de l'Union internationale de la presse francophone, première récompense de ce type pour un journal du pays. L'agence KPL (Khaosane Pathet Lao) édite un bulletin quotidien en français et en anglais.
En 2003 paraît pour la première fois le magazine bilingue anglo-lao « Update », premier média privé au Laos. Les sujets politiques n'y sont pas abordés.
La radio nationale est diffusée sur une grande partie du territoire. Les éditions locales sont contrôlées par Vientiane. La télévision TNL présente tous les soirs un bulletin d'informations en lao, en anglais et en français. Il est possible de se procurer la presse étrangère, notamment le Bangkok Post et The Nation dans plusieurs points de vente de Vientiane.

### Sport
Le sport national au Laos est le muay Lao, art martial du Laos très semblable au Muay-thaï en Thaïlande ou au Kun Khmer au Cambodge. Le football est le sport le plus populaire avec un championnat Lao Premier League qui se dispute depuis 1990.
Avec l'héritage de la présence française, la pétanque perdure avec une popularité étonnante, où l'on trouve des boulodromes jusque dans les villages les plus isolés du pays. Celui-ci figure d'ailleurs dans le top dix international.[réf. nécessaire] Aujourd'hui, le Laos ne dispose pas d'un palmarès dans de nombreux sports et n'a jamais gagné la moindre médaille depuis sa première participation aux Jeux olympiques d'été de 1980 et n'a jamais été représenté aux jeux d'hiver[réf. nécessaire].

### Engagement associatif, syndical et politique
La liberté d'expression fait l’objet de restrictions importantes au Laos, ne permettant pas à la société civile d'émerger. Il n’existe pas d’opposition politique organisée et les syndicats et la presse sont étroitement contrôlés par le Parti politique au pouvoir depuis 1975. Un grand nombre de personnes ont été enlevés ces dix dernières années, le plus connu étant l'activiste Sombath Somphone en 2012,.

## Économie

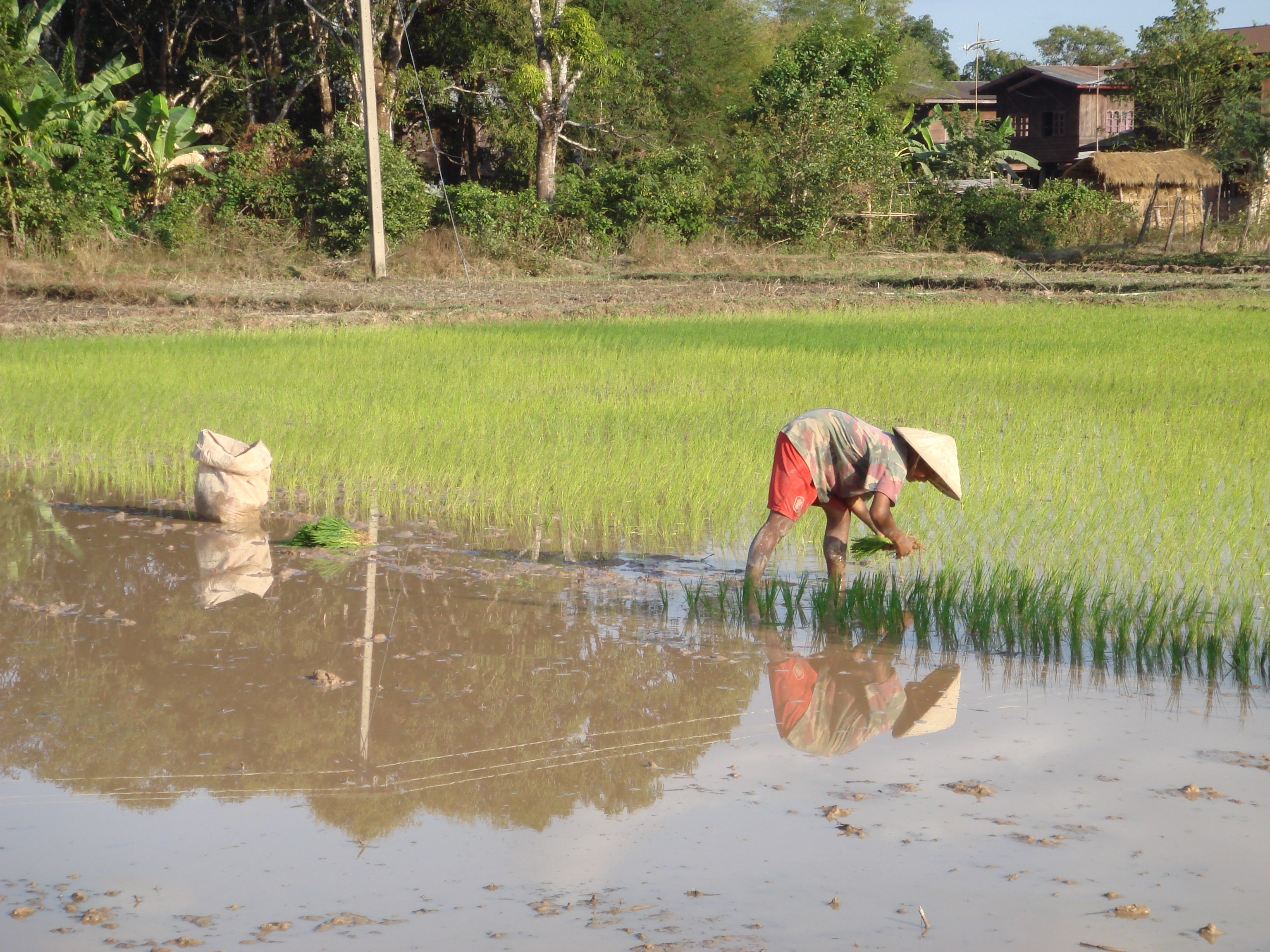
Environ 80 % de la population du Laos pratique l'agriculture vivrière.

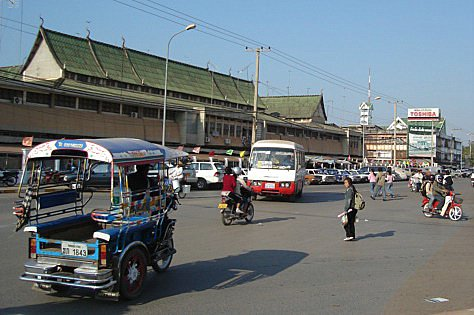
Marché à Vientiane.

Évolution du PIB par habitant au Laos

Un démarrage économique sérieux ne peut être envisageable sans le développement des infrastructures, actuellement axées sur le réseau routier et les télécommunications. L'ensemble du réseau d'infrastructures reste cependant modeste : un réseau téléphonique terrestre national faible, des axes routiers en pleine restructuration et un réseau ferroviaire lancé par la ligne Nong Khai (Thaïlande) / Vientiane — Thanaleng (Laos).
Le Laos s'est ouvert en 1986 aux « nouveaux mécanismes économiques ». Le Code des Investissements a été promulgué dans la foulée en 1988. Celui-ci ouvre largement l’économie aux participations étrangères et valorise les notions de profit, de rentabilité et de productivité. L’entreprise privée est depuis lors considérée comme le centre du « nouveau système de gestion économique ». Un premier Programme d'ajustement structurel a été adopté en 1989 avec le soutien du FMI et de la Banque mondiale.
Les investissements étrangers restent modestes et se portent sur les métiers du tourisme (hôtellerie, restauration, les services), si l'on excepte les grands projets comme le barrage hydroélectrique de Nam Theun 2, dont Électricité de France est l'un des principaux partenaires. Une bourse des valeurs, la bourse de Vientiane, a ouvert en octobre 2010 ; elle a commencé ses cotations en 2011.
La stabilité macroéconomique en termes de change et d'inflation semble se maintenir et le Laos bénéficie actuellement de l'assistance technique de la Banque asiatique de développement (ADB) pour entreprendre les réformes du secteur bancaire. Le Laos est un des pays les plus pauvres du monde. L'aide internationale assure 10 % du PIB en 2009.
Inclus dans le Triangle d'or, le Laos est le troisième producteur mondial d'opium derrière l'Afghanistan et la Birmanie voisine. Toutefois, le sous-sol du Laos est très riche en matières premières (charbon, zinc, cuivre) et le secteur minier contribue à plus de la moitié des exportations totales. La foresterie, les terres agricoles, l’hydroélectricité et les minéraux représentent plus de la moitié de la richesse totale du Laos.
Le tiers de la croissance économique du pays entre 2005 et 2010 s’est appuyé sur l’hydroélectricité et les mines.
L'économie du Laos dépend lourdement de l'investissement et du commerce avec ses voisins thaïlandais, vietnamiens et plus spécialement avec les Chinois au nord. Paksé a aussi expérimenté la croissance, basée sur le commerce transfrontalier avec la Thaïlande et le Viêt-Nam. En 2009, malgré le fait que le gouvernement soit encore officiellement communiste, l'administration Obama aux États-Unis a déclaré que le Laos n'était plus un État marxiste-léniniste. Les entreprises américaines qui investissent dans le pays peuvent désormais recevoir des aides publiques de la part d'Eximbank. En 2012, le gouvernement a lancé la création d'un portail commercial du Laos, un site Internet fusionnant toutes les informations dont les commerciaux ont besoin pour importer et exporter des biens dans le pays.
En 2024, le Laos est classé en 111e position pour l'indice mondial de l'innovation.

### Agriculture
Le secteur agricole est le plus important. Il représente 42 % du PIB et 80 % de l'emploi total en 2009. Les terres cultivables (4 %) sont essentiellement consacrées à la riziculture. Les principales cultures sont vivrières (riz, maïs, fécules), puis le café, les arachides (cacahuètes), le coton et le tabac. La production de thé est marginale, destinée essentiellement à l'exportation en Chine.
Le Laos est le 3e producteur mondial d'opium derrière l'Afghanistan et la Birmanie (République de l'Union du Myanmar) voisine.
L'agriculture sur brûlis reste très pratiquée au Laos. Cette technique consiste à défricher (essartage) les futures zones à cultiver puis à brûler les résidus durant la saison sèche. Cependant, la concentration récente de la population le long des axes routiers accélère la rotation jachère-culture, ce qui contribue à l'érosion des sols[réf. nécessaire]. En effet, cette technique reste viable pour des densités de population faibles et dispersées, mais devient problématique pour la préservation des sols, quand la densité de population est telle que les temps de jachère deviennent trop courts pour fertiliser les sols[réf. nécessaire].

#### Élevage

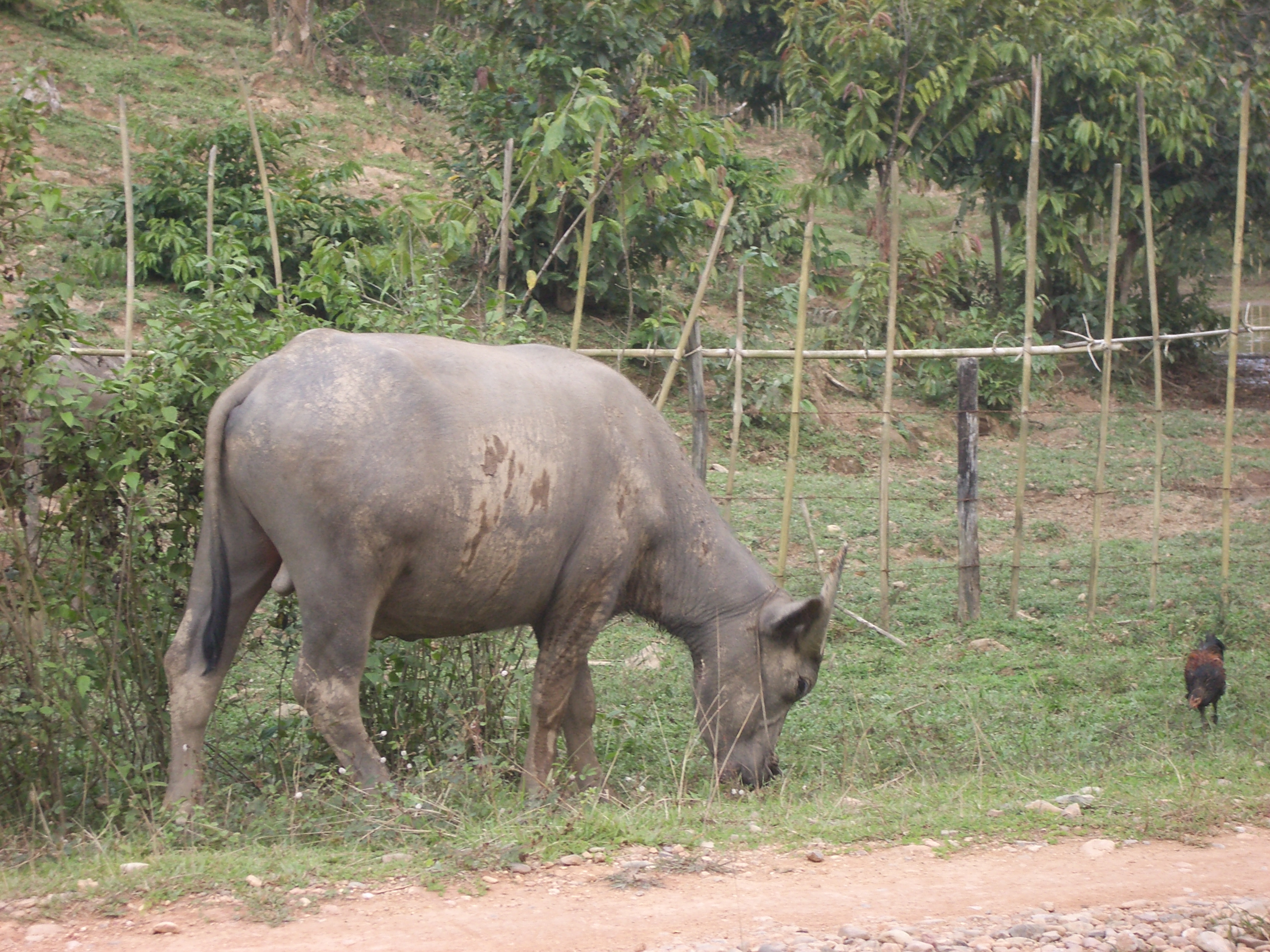
Buffle Lao.

Traditionnellement, les agriculteurs lao sont aussi éleveurs se spécialisant avec les programmes agricoles. L'élevage est diversifié (buffles, bœufs, porcs, chèvres, moutons, volailles, etc.) mais l'animal typique reste le buffle qu'on croise un peu partout que ce soit dans les villages ou le long des routes. L'élevage assure aussi une diversification agricole.

##### Pêche
Le poisson constitue la principale source de protéine de la nourriture lao. On le trouve souvent à table. Les pêcheurs pratiquent à tout âge la pêche, à l'épervier, au filet, à la ligne. Le Mékong offre une grande variété d'espèces dont le poisson-chat mais aussi le « monstre du Mékong », le pabeuk, poisson proche du poisson-chat qui peut dépasser les 2,5 mètres et les 200 kg. Sa quasi extinction pourrait s'expliquer par la construction des barrages en Chine en amont du fleuve. Dans certains villages, des pièges en bambou, de véritables viviers, sont installés de manière permanente pour garantir l'apport de poisson. Les méthodes de pèche sont diverses, avec un matériel souvent artisanal adapté aux rivières (large épuisette, panier traditionnel en osier, sac de tissu).

### Secteur tertiaire

#### Tourisme

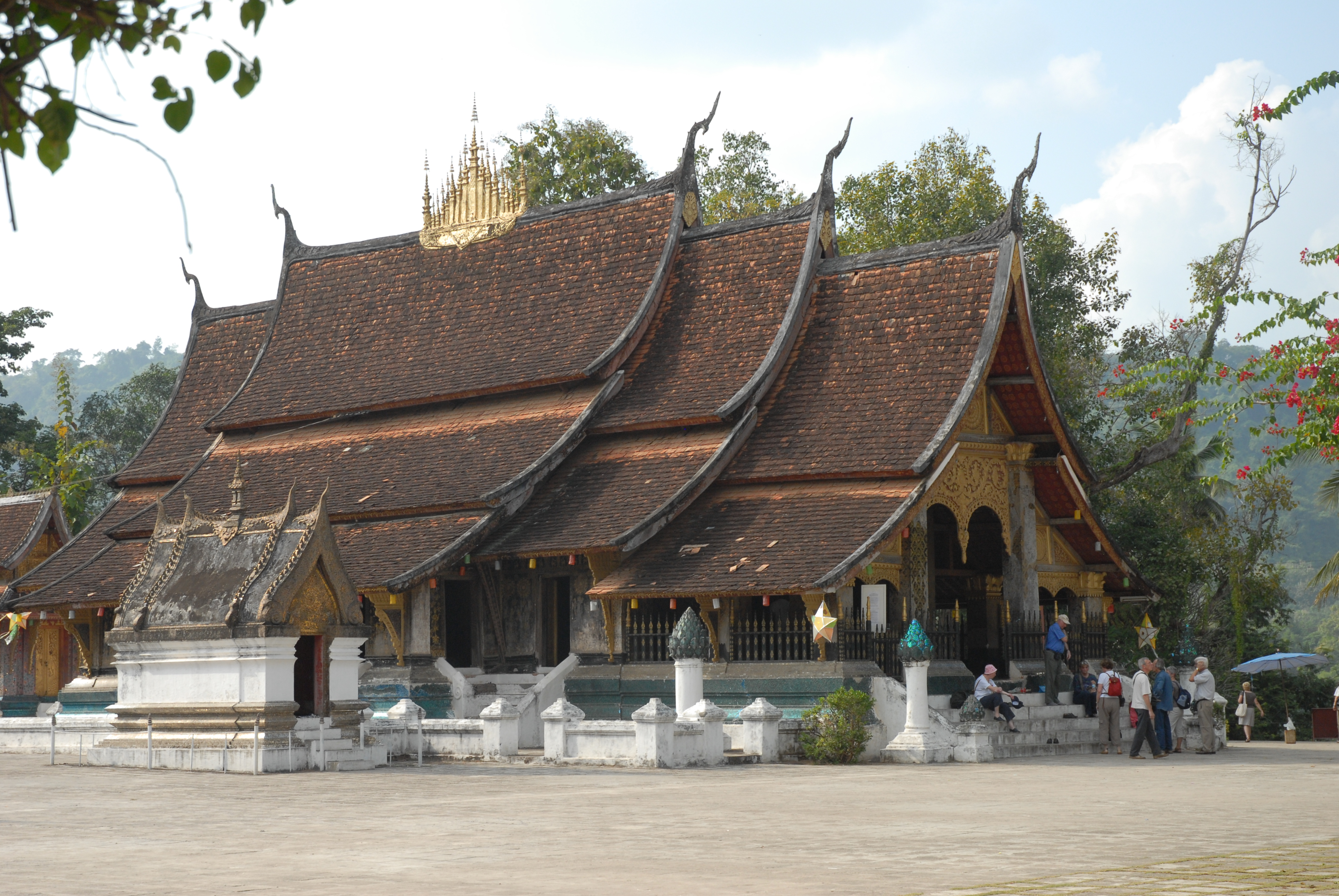
Le Vat Xieng Thong de Luang Prabang.

Le Laos est ouvert au tourisme depuis 1990. Plus de 1,6 million de touristes ont visité le Laos en 2007 et plus de 2,5 millions de personnes l'ont visité en 2010.
En 2005, le tourisme représentait la première source de devises du pays, devant l'hydroélectricité. La ville de Vientiane et la province de Savannakhet sont les régions les plus visitées, les touristes étant très majoritairement des ressortissants des pays de l'ASEAN, même si Luang Prabang et Vang Vieng attirent plus les Occidentaux. L'objectif du gouvernement est de faire du Laos une destination de réputation mondiale en termes de tourisme durable.
Le pays a cherché à éviter les files d'autocars climatisés et les complexes hôteliers en béton mais il a créé 20 parcs nationaux sur 14 % du territoire. Plutôt que le tourisme de masse développé par son voisin thaïlandais, le Laos a préféré le tourisme durable pour valoriser ses richesses historiques et naturelles, en particulier celles de la province de Louang Namtha, dans l'extrême nord du pays, au bord de la rivière Namtha, affluent du Mékong (gibbons, éléphants, léopards, bambous géants, et nombreuses minorités ethniques). Les touristes y furent de plus en plus nombreux. De 20 000 en 1999, les visiteurs des 220 000 hectares du parc national de Nam Ha sont passés à près de 250 000 en 2010.
Le slogan officiel du tourisme est Simply Beautiful. Les principales attractions pour les touristes incluent la culture bouddhiste et l'architecture coloniale à Luang Prabang ; la gastronomie et les temples antiques dans la capitale de Vientiane ; la randonnée à Muang Ngoi Neua et Vang Vieng ; la culture antique et moderne et l'histoire dans la plaine des Jarres ; l'histoire de la Guerre civile du Laos à Sam Neua ; le trekking et la visite de tribus des collines dans un certain nombre de zones incluant Phongsaly et Luang Namtha ; la découverte des tigres et de la faune et de la flore à Nam Et-Phou Louey ; les cavernes et cascades près de Thakhek ; la relaxation, le dauphin de l'Irrawaddy et les chutes de Khone à Si Phan Don ou les Quatre mille Îles ; Vat Phou, un ensemble antique de temples pré-khmers; et le Plateau des Bolovens pour ses cascades et son café. Le Conseil européen du Commerce et du Tourisme a récompensé le pays comme Meilleure destination touristique mondiale en 2013 pour cette combinaison d'architecture et l'histoire.

#### Commerce et investissements étrangers
En 2004, l'Australie est le 4e investisseur du pays avec 48 projets totalisant 324 millions de dollars. Le Japon et la Chine sont également de gros investisseurs au Laos.
Le pays retourne progressivement au libre échange et à l'entreprise privée depuis la libéralisation des lois sur les investissements étrangers et l'admission du Laos à l'ASEAN en 1997. La bourse de Vientiane a ouvert le 11 janvier 2011.
Le Japon est de loin celui qui apporte l'aide économique la plus importante (18 millions de dollars en 1999). Le principal fournisseur est la Thaïlande (64 % des importations). Les principaux clients sont : la Thaïlande (20 %), la France (8 %), le Japon (3 %)[réf. nécessaire].

## Transports

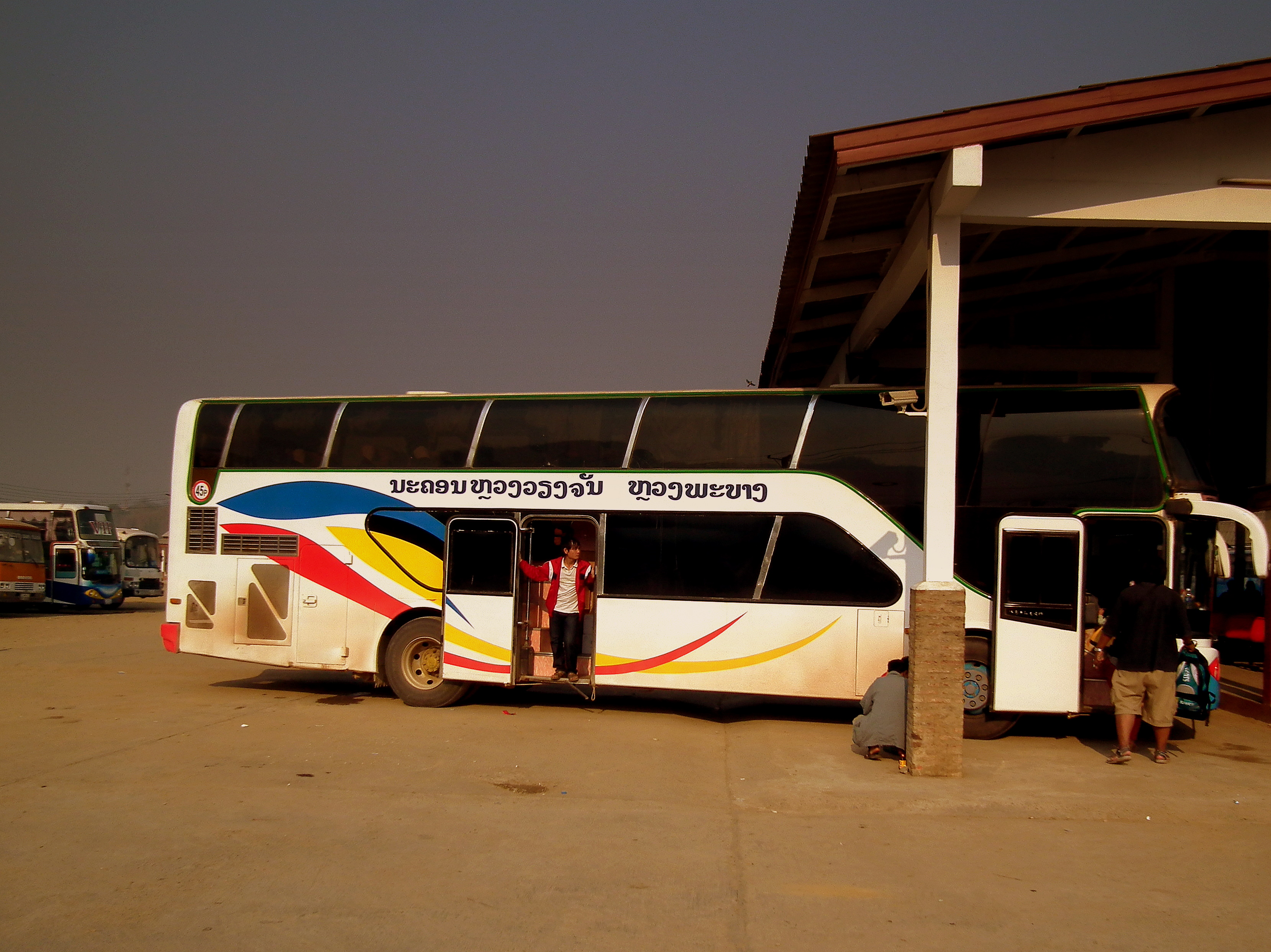
Un bus à la gare routière de Luang Prabang.

Le Laos est très en retard sur le plan du développement humain et économique, manquant d'infrastructures de transports adéquates.

### Transport routier

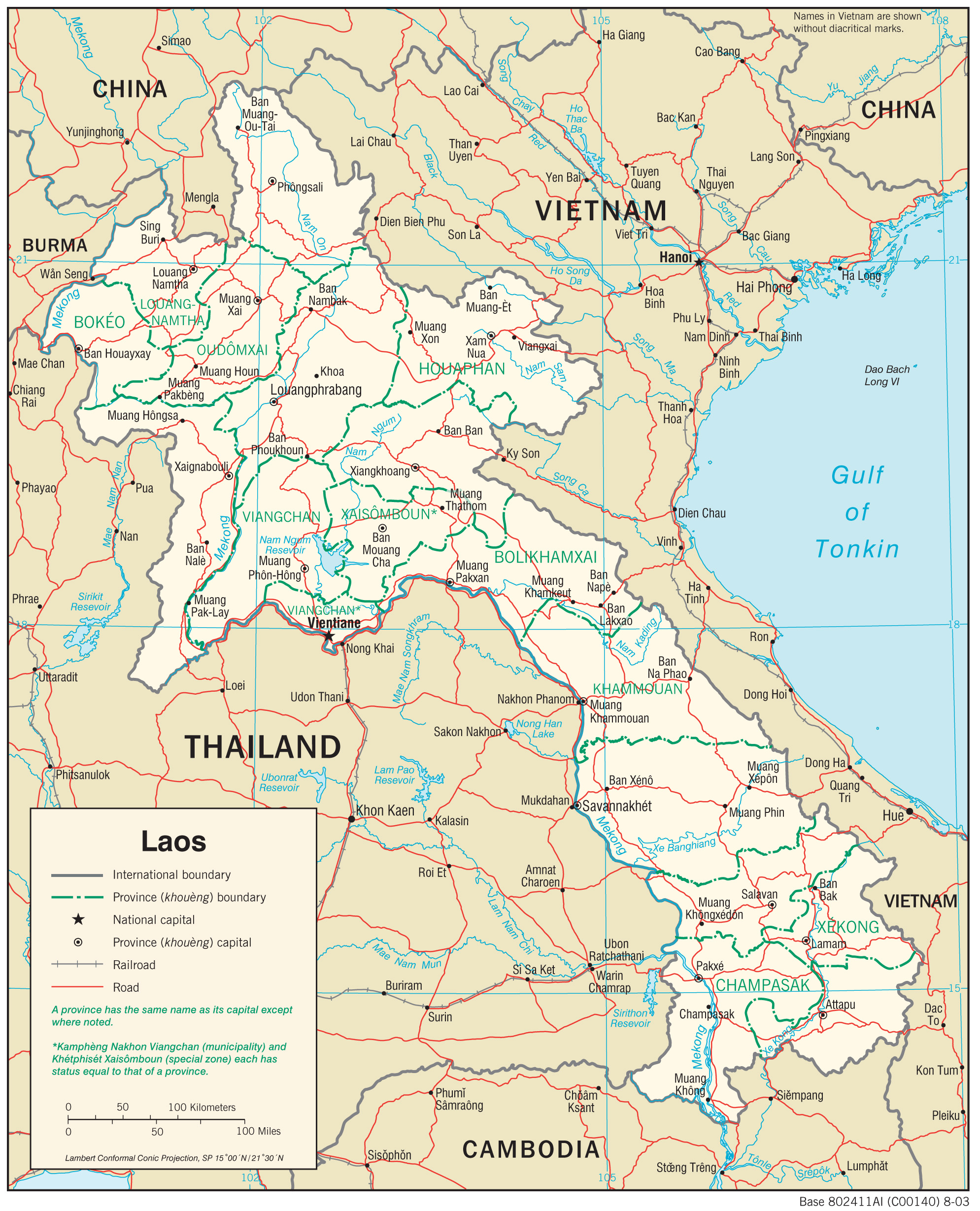
Routes, chemins de fer, fleuves et rivières du Laos

Le principal moyen de transport utilisé au Laos est la route. Le Laos compte près de 15 000 kilomètres de routes, dont la quasi-totalité demeure des pistes en terre ou de gravillons, plus ou moins praticables selon la saison.
La route nationale 13 qui traverse le Laos du nord au sud et reliant ainsi la Chine au Cambodge est goudronnée ainsi que les principaux axes transversaux joignant la Thaïlande au Vietnam[réf. nécessaire].
En 2001, le parc de véhicules privés était encore très restreint : 150 000 motos, 30 000 voitures et fourgonnettes et 10 000 camions et autobus dont la moitié dans la municipalité de Ventiane ; et en 2004, il y avait environ 23 900 km de routes dont 6 500 km de routes nationales et 7 200 km de routes provinciales.

### Transport fluvial
Le Mékong est la principale voie nord-sud où se croisent une multiplicité de transports, bateaux, canoës, pirogues, pirogues rapides, sampans, bateaux à moteurs, bateaux-habitations (souvent transformés à la suite d'une panne), speed-boats, bateaux de transports de marchandises. Les gros bateaux de marchandises engendrent un trafic important entre Sayaboury et Vientiane. Entre Sayaboury et Houey Saï, la navigation n'est pas toujours praticable. Elle dépend des saisons. L'art des lao pour la navigation s'explique par l'extension lente et difficile du réseau routier.
Les cinq principaux ports fluviaux sont Vientiane, Savannaket, Paksé, Paksan et Tarket. L'activité portuaire permettent l'approvisionnement local.
En 2004, 1 865 km du cours du Mékong (sur les 1 970 km) étaient navigables.

### Transport ferroviaire
Une première liaison ferroviaire du pays avait été construite par les Français dans la province de Champassak, reliant Don Det à Don Khon, mais elle est fermée depuis les années 1940[réf. nécessaire].

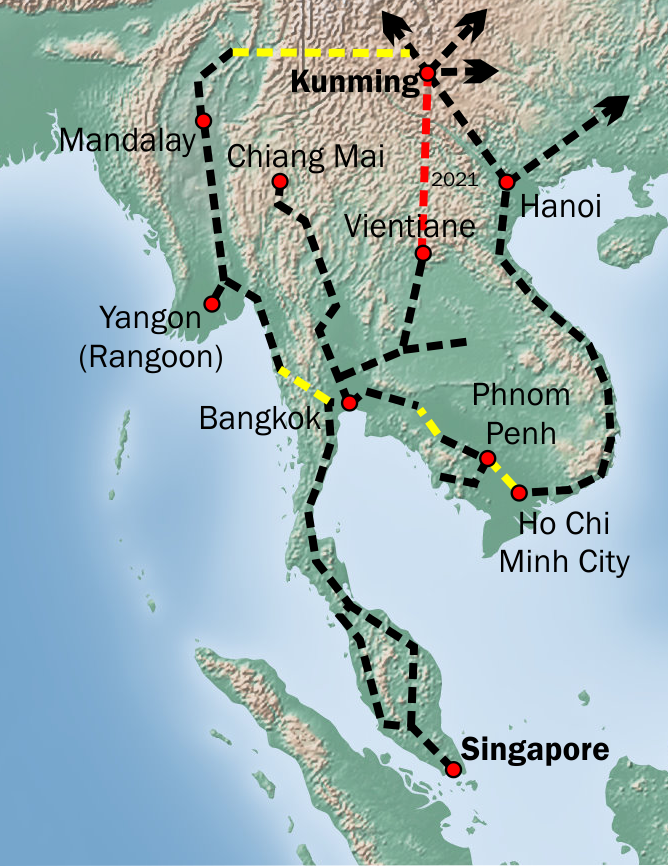
Nouvelles routes de la soie, avec en jaune le tronçon ferroviaire Kunming- Boten-Vientiane

Pendant longtemps, Le Laos n'avait aucun chemin de fer, sauf une minuscule ligne de chemin de fer transfrontalière commencée en 2004 et achevée en 2009, passant par le Pont de l'amitié lao-thaïlandaise, reliant la ville de Nong Khai en Thaïlande avec Vientiane au Laos.
Aujourd'hui, cette ligne de chemin de fer Bangkok-Vientiane traverse le Mékong sur le pont de l'amitié lao-thaïlandaise pour arriver à la gare de Thanaleng (ouverte le 5 mars 2009), à 20 kilomètres à l'est de Vientiane. Elle est le premier réseau ferroviaire international desservant le Laos. La gare propose une connexion entre Vientiane et les capitales de trois autres nations de l'ASEAN (Thaïlande, Malaisie et Singapour), et plusieurs ports important du sud-est asiatique.
Depuis avril 2023, une nouvelle ligne relie Kunming en Chine et Vientiane, complétant le réseau allant jusqu'à Bangkok ou encore Kuala Lumpur pour ainsi faire une des branches des Nouvelles routes de la soie, initiées et lancées par la Chine de Xi Jinping. Le tronçon laotien, la ligne Boten - Vientiane, qui passe par Luang Namtha, Luang Prabang, Vang Viang et Vientiane (entre autres gares) est en service depuis fin 2021. De nombreux ponts et tunnels sont indispensables pour passer au travers des nombreuses vallées de ce pays très accidenté. Le coût de cette ligne est couvert par un prêt de la Chine au Laos.

### Transport aérien
Quant au transport aérien, c'est le moyen de transport le plus pratique et le plus rapide pour se déplacer à l'intérieur du Laos.
La compagnie nationale est la Lao Airlines qui opère quotidiennement au Laos et les pays voisins.
Le pays compte une dizaine d'aéroports dont les principaux sont l'aéroport international de Wattay, l'aéroport international de Luang Prabang et l'aéroport de Paksé.

## Culture
| Date                             | Nom français                       | Nom local          | Remarques                                            |
| -------------------------------- | ---------------------------------- | ------------------ | ---------------------------------------------------- |
| 1er janvier                      | Nouvel An occidental               | Bun Pi Mai Saakonh |                                                      |
| fin janvier / début février      | Nouvel An chinois                  | Tut Jiine          | Basé sur le calendrier lunaire                       |
| février                          |                                    | Makha Bousa        | Basé sur le calendrier lunaire                       |
| mars                             |                                    | Bun Pha Wet        | Fête bouddhique                                      |
| 8 mars                           | Journée internationale des femmes  | Vanh Phou Gning    |                                                      |
| 13, 14 et 15 avril               | Nouvel An lao                      | Bun Pi Mai Lao     | Fête de l'eau, précède la saison des pluies          |
| 1er mai                          | Fête du travail                    |                    | Fermeture des banques                                |
| Pleine lune de mai               |                                    | Visakha Bousa      | Fête bouddhique                                      |
| mai                              | Fête des fusées                    | Bun Bang Fay       | Fête bouddhique et profane                           |
| juillet                          |                                    | Asanha Bousa       | Basé sur le calendrier lunaire                       |
| Pleine lune de juillet           | Carême bouddhiste                  | Bun Khao Phansa    | Retraite des pluies                                  |
| Pleine lune d'août               | Fête des morts                     | Haw Khao Padap Din | Les fidèles déposent des dons sur les tombes         |
| Première pleine lune de novembre | Fête des Lumières                  | Bun Awk Phansa     | Fin de la saison des pluies                          |
| novembre                         | Fête du Pha That Luang (Vientiane) | Bun Pha That Luang | Défilés aux flambeaux au sanctuaire national         |
| 2 décembre                       | Fête nationale                     | Vanh Xaat          | Commémore l'arrivée au pouvoir du Pathet Lao en 1975 |
| 31 décembre                      | Veille du nouvel an                |                    |                                                      |